# Léo Zouggari
Léo Zouggari, né le 26 avril 1996, est un céiste français.

## Palmarès
- Championnats du monde de descente 2016
  -  Médaille d'or en C2 sprint par équipe[2].
  -  Médaille d'argent en C2 classique par équipe.